# Bosnien och Hercegovina i olympiska sommarspelen 2008
Bosnien och Hercegovina deltog i olympiska sommarspelen 2008 som ägde rum i Peking i Kina.

## Friidrott
Till friidrottstävlingarna har Bosnien och Hercegovina kvalificerat följande idrottare:
Herrar
| Tävlande   | Gren        | Kval     | Kval      | Final            | Final            |
| Tävlande   | Gren        | Resultat | Placering | Resultat         | Placering        |
| ---------- | ----------- | -------- | --------- | ---------------- | ---------------- |
| Hamza Alić | Kulstötning | 19.87    | 17        | Gick inte vidare | Gick inte vidare |

Damer
| Tävlande      | Gren    | Final      | Final     |
| Tävlande      | Gren    | Resultat   | Placering |
| ------------- | ------- | ---------- | --------- |
| Lucija Kimani | Maraton | 2:35:47 NR | 42        |

## Judo
Herrar
| Idrottare  | Gren                    | Inledande omgång         | Sextondelsfinal             | Åttondelsfinal       | Kvartsfinal          | Semifinal                  | Återkval 1              | Återkval 2           | Återkval 3           | Final / BM           | Final / BM |
| Idrottare  | Gren                    | Motståndare Resultat     | Motståndare Resultat        | Motståndare Resultat | Motståndare Resultat | Motståndare Resultat       | Motståndare Resultat    | Motståndare Resultat | Motståndare Resultat | Motståndare Resultat | Placering  |
| ---------- | ----------------------- | ------------------------ | --------------------------- | -------------------- | -------------------- | -------------------------- | ----------------------- | -------------------- | -------------------- | -------------------- | ---------- |
| Amel Mekić | Halv tungvikt (-100 kg) | Volmar (USA) W 0200–0000 | Zjitkejev (KAZ) L 0001–1010 | Gick inte vidare     | Gick inte vidare     | Al-Enezi (KUW) W 1100–0001 | Hadfi (HUN) L 0011–1001 | Gick inte vidare     | Gick inte vidare     | Gick inte vidare     |            |